# Jelle van Groezen
Jelle van Groezen (Waspik, 20 april 1980) is een Nederlands voormalig wielrenner die actief was tussen 2003 en 2007. Van Groezen maakte als junior deel uit van de Rabobank wielerploeg. Op 20 mei 2007 kwam hij zwaar ten val in de Triptyque Ardennais waarna hij 11 dagen in coma lag en nadien niet meer volledig herstelde.

## Belangrijkste overwinningen
2002
- Ronde van Gelderland

2003
- Eindklassement Ronde van Roemenië

2004
- 1e etappe Ronde van Midden-Brabant
- 1e etappe Ronde van Slowakije

2005
- 2e etappe Triptyque Ardennais
- 4e etappe Triptyque Ardennais
- Eindklassement Triptyque Ardennais
- 2e etappe Volta Ciclista Provincia Tarragona
- 3e etappe Ronde van Luik
- 5e etappe Ronde van Luik
- bergklassement Ronde van Namen